# Enigma (1853)
El Enigma (Río Bamba) fue un bergantín que sirvió en las escuadras del Estado de Buenos Aires y la Confederación Argentina durante la Guerra entre la Confederación Argentina y el Estado de Buenos Aires y en la Armada Argentina durante la guerra de la Triple Alianza. 

## Historia
Habiendo perdido sus principales naves y dispuesta a fortalecer rápidamente su armada, la Legislatura del Estado de Buenos Aires autorizó por leyes del 23 de marzo y del 8 de abril de 1853 emisiones por 16 millones de pesos, que llegarían pronto a más de 40.
El control de la Aduana, el hecho de que la moneda porteña tenía superior aceptación a la de la Confederación y un mejor acceso al crédito (todas cuestiones relacionadas) permitían que pese a la mayor emisión se mantuviera un ritmo inflacionario relativamente moderado.
Parte del dinero emitido en Buenos Aires fue destinado a la compra de dos nuevas unidades para la escuadra el pailebote 9 de Julio y el bergantín brasilero Enigma, que fue adquirido por el Estado de Buenos Aires el 25 de febrero de 1853 a través del comisionado especial de Marina Mariano Casares al capitán Joao Silva en 1000 onzas de oro ($f 16.000).
De construcción mixta, con casco de madera forrado en cobre y aparejo de bergantín, 30,48 m de eslora, 7,62 de manga, 3,05 de puntal y un calado de 2,35, tenía un desplazamiento de 223 t.
Tras ser artillado con 6 cañones de a 20, 4 de a 18 y 2 de a 10, el 1 de marzo fue incorporado con el nombre de Enigma como buque insignia de la escuadra rebelde, comandada por el coronel polaco Floriano Zurowski. Al mando directo del sargento mayor Guillermo Turner participó en el combate de Martín García (1853). En esa acción librada el 18 de abril de 1853 contra la escuadra nacional comandada por Mariano Cordero, al abrir fuego sus baterías se desmontaron saliendo de servicio. Abandonado por la oficialidad, incluido Turner, que se retiró de cubierta, y enfrentando intentos de arriar la bandera que pudo evitar a riesgo de su vida su ayudante Alejandro Murature, Zurowski se trasladó al bergantín Santa Clara (José Murature), mientras que Turner y sus hombres entregaban el buque a la Confederación, siendo premiados con 32000 patacones a distribuir con la tripulación.
Incorporado a la escuadra de la Confederación Argentina bajo igual nombre y mando pasó a reforzar el bloqueo de Buenos Aires.
El 22 de junio de 1853 al entregar la flota nacional su comandante John Halstead Coe, el Enigma volvió a la escuadra porteña al mando del teniente coronel Vicente Pierallini. El 23 de agosto de 1853 cambia su nombre por el de Río Bamba. En 1854 varió su artillería a 2 colizas de a 16, 4 carronadas de a 20 y 2 cañones de a 4 (todos de bronce).
Ese año el anciano y ya retirado almirante Guillermo Brown solicitó autorización al gobierno para conducir al Río Bamba a Montevideo para trasladar a Buenos Aires los restos repatriados del general Carlos María de Alvear, que había llegado al Río de la Plata a bordo de un mercante norteamericano.
En 1854 participó en la movilización dispuesta por la invasión de Jerónimo Costa a la provincia de Buenos Aires que culminaría en la batalla de El Tala (1854), sucediéndose en la comandancia los capitanes Domingo Olivieri y Juan Ignacio Ballesteros, para regresar al mando a fines del año, Pierallini. En esa campaña embarcaron 10 guardiamarinas para completar su adiestramiento.
En 1856 el gobernador del Estado de Buenos Aires Pastor Obligado dispuso la creación de la Legión Agrícola Militar Italiana, integrada por efectivos de la Legión Italiana, con el propósito de fundar colonias en las tierras del sur, la primera en la zona de Bahía Blanca, que sirvieran de protección de las fronteras con el indio y amenazaran sus flancos.
El Río Bamba encabezó la flota que, integrada por la balandra San José, el pailebote Antoñito y el bergantín sardo Paulista, transportó a las tropas devenidas en colonos, sus familias, pertrechos e implementos agrícolas. El 3 de febrero de 1856 arribó a la caleta de Napostá finalizando su primer viaje. Efectuó nuevos viajes de reaprovisionamiento y en una de esas ocasiones transportó a Buenos Aires los restos del comandante de la colonia, coronel Silvino Olivieri, asesinado en un motín.
A su regreso se resolvió venderlo pero no hubo ofertas. Permaneció fondeado en el Riachuelo, efectuando sólo algunos viajes a la isla Martín García hasta que el 22 de junio de 1857 se dispuso la creación a bordo de la Escuela Teórico Práctica de Marina a cargo del coronel Antonio Toll y Bernadet. El 12 de febrero de 1858 se clausuró, considerando que no había cumplido sus objetivos.

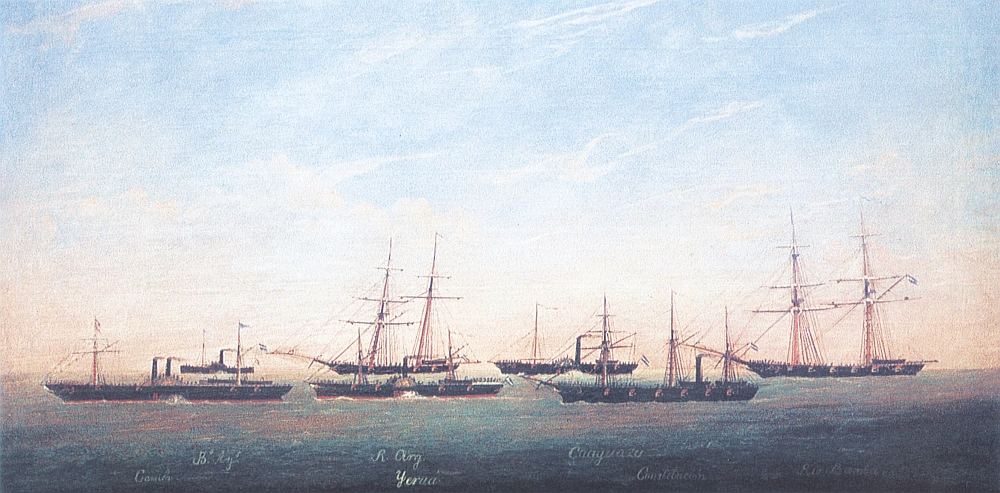
Escuadra del Estado de Buenos Aires en 1859.

En 1858 pasan a ser comandantes del Río Bamba el capitán Andrés Bértora y el coronel Antonio Somellera. Al reiniciarse la Guerra entre la Confederación Argentina y el Estado de Buenos Aires al mando de Somellera, en 1859, forma parte de la escuadra del Estado de Buenos Aires comandada por el coronel Antonio Susini, participando de la campaña de septiembre sobre Rosario, ya producida la sublevación del Pinto. 
Participó también de la Acción naval de San Nicolás de los Arroyos (1859) en ocasión de evacuarse al ejército comandado por Bartolomé Mitre vencido en la Batalla de Cepeda (1859).
A fines de 1859 pasó al mando del capitán Pedro de las Carreras hasta que en 1860 fue arrendado para su uso como mercante. El 2 de octubre de ese año se dispuso su venta y el 14 de diciembre fue adquirido por Esteban Señorans, apoderado de Mariano Cabal. 
El 12 de julio de 1861 Cabal lo revendió al Estado de Buenos Aires en 900 onzas de oro sellado. Permaneció fondeado en el Riachuelo y sin mayor actividad al mando del capitán José Luis Manzano. Al mando de Bértora, el 16 de abril de 1862 se puso nuevamente a la venta pero al no haber oferentes permaneció en desarme y sin comando militar hasta mayo de 1863, cuando fue arrendado por $1200 mensuales a Santiago Mistola y Cía para su uso como transporte mercante fluvial.
Al iniciarse la Guerra del Paraguay en 1865 fue reintegrado al servicio y una vez rearmado, utilizado como transporte de tropas y pertrechos al teatro de operaciones al mando sucesivo del capitán Constantino Jorge y los tenientes Eulogio Díaz y Felipe Dragonovich. Entre enero y agosto de 1867 permaneció estacionario en Itapirú, regresando ese mes a Buenos Aires al mando del teniente Enrique Pierángeli.
A partir de 1868 permaneció fondeado, careciéndose de registros posteriores.